# Xian Dongmei
Xian Dongmei   (Sihui, 15 de setembre de 1975) és una judoka xinesa, guanyadora de dues medalles olímpiques. Va participar, a vint-i-vuit anys, en els Jocs Olímpics d'Estiu de 2004 realitzats a Atenes (Grècia), on va aconseguir guanyar la medalla d'or en la prova de pes semi lleuger femení, un metall que repetí als Jocs Olímpics d'Estiu de 2008 realitzats a Pequín (Xina). Va guanyar tres medalles als Jocs Asiàtics de Judo entre els anys 1993 i 2004.